# Вячко Святославич
Вячко Святославич (? — 1167) — князь Вітебський, син Святослава Всеславича та Софії Володимирівни. 
Онук Всеслава Брячиславича. Походив з вітебської лінії Ізяславичей Полоцьких. По материнській лінії - онук Володимира Мономаха.

## Біографія
Молодший брат Василька та Єфросинії. 
1129 року Великий князь Київський Мстислав здійснив похід на Полоцьке князівство, захопивши в полон всіх полоцких князів і членів їх сімей, позбавив їх уділів й вислав до Візантії. 
У 1131 або 1132 році Василько та Вячко повернувся з Візантії. 
Тримав Усвятський уділ Вітебського князівства, а 1162 р. зайняв Вітебський престол. 
Згадується разом з безіменною дружиною в «Житіє Єфросинії Полоцької» поблизо 1167 року, коли проводив сестру в паломництво до Святих місць. При цьому Єфросинія постригла двох його дочок, своїх племінниць - Кір'яну (в чернецтві Агафію) й Ольгу (в чернецтві Євфимію). 
Останній раз згадується в тому ж 1167 році, коли разом з князем Мінським Володарем Глібовичем допоміг новгородцям послати до Києва звістку про напад на них смоленців, суздальців і половців.